# Geraecormobius cervifrons
Geraecormobius cervifrons is een hooiwagen uit de familie Gonyleptidae.